# Kronologija Domovinskog rata: studeni 1994.

### 4. studenoga
- U vili Prekrižje u Zagrebu završeni razgovori ministara vanjskih poslova Republike Hrvatske i SR Jugoslavije, dr. Mate Granić i Vladislava Jovanovića, u kojima je Hrvatska kao temeljno pitanje postavila njezino priznanje u međunarodno priznatim granicama.[1]
- Hrvatska će razmotriti otkazivanje mandata UNPROFOR-a, ako sporazum između kninskih Srba ne bude potpisan do 21. studenoga i ako provedba ne počne do 20. prosinca, rekao je predsjednik Tuđman primajući u Predsjedničkim dvorima jugoslavenskog ministra vanjskih poslova V. Jovanovića.[1]
- Predsjednik Republike Hrvatske dr. Franjo Tuđman posjetio Karlovac.[1]
- U Izvješću o stanju ljudskih prava u UNPA-područjima, posebni izvjestitelj UN-a Tadeusz Mazowiecki iznosi da je u Južnom sektoru od 44.000 Hrvata preostalo još samo 800 do 900, a iz Istočnog sektora Srbi su protjerali više od dvije trećine Hrvata i Mađara.[1]
- SRJ ne može priznati Hrvatsku ako je ne priznaju svi njezini dojučerašnji građani, izjavio za postaju Glas Amerike VOA jugoslavenski ministra vanjskih poslova Vladislav Jovanović.[1]

### 6. studenoga
- Izrađuje se plan za reintegraciju Hrvatske, informirao u Zagrebu novinare dr. Mate Granić, govoreći o sastanku hrvatske delegacije s članovima kontaktne skupine i dodao da, prema informacijama, oko 2.000 kninskih Srba sudjeluje u borbama u BiH.[1]
- Samozvani vođa kninskih Srba Borislav Mikelić izjavio Reuteru da krajinski Srbi traže pravo ujedinjenja sa Srbima u BiH i Srbiji.[1]

### 7. studenoga
- Međunarodni sud za zločine na prostoru bivše Jugoslavije u Haagu podigao prvu optužnicu. Optužen je bosanski Srbin Dragan Nikolić, bivši zapovjednik koncentracijskog logora Sušica u sjeveroistočnoj BiH, objavljeno na novinskoj konferenciji u Den Haagu.[1]
- Održani neuspjeli razgovori u Divuljama između izaslanstava hrvatskih državnih vlasti i Srba s okupiranih područja Hrvatske o puštanju u pogon sjeverne i južne trase 400 kilovoltnog dalekovoda i povratka polova za rotor generator u Obrovcu.[1]

### 8. studenoga
- Međunarodni sud za ratne zločine u Haagu zatražio od Njemačke izručenje bosanskog Srbina Dušana Tadića, osumnjičenog za najteže ratne zločine u BiH.[1]
- Naš cilj je ujedinjenje svih srpskih zemalja od Knina, preko Banja Luke i Sarajeva, do Beograda, izjavio ratni zločinac general Mladić njemačkom tjedniku Der Spiegel.[1]
- Međunarodno priznanje Hrvatske uslijedilo je kada su Srbi uvidjeli da je ne mogu pokoriti ni osvojiti po crti Virovitica-Karlobag, izjavio lord David Owen na predavanju u londonskom Kraljevskom zemljopisnom društvu.[1]

### 9. studenoga
- Prema popisu pučanstva iz 1991. godine, na teritoriju Breze, Bugojna, Busovače, Fojnice, Gornjeg Vakufa, Kaknja, Novog Travnika, Prozora, Travnika, Vareša, Visokog, Viteza i Zenice živjelo 173.698 Hrvata i 288.807 Muslimana. Prema podacima humanitarnih organizacija, prije potpisivanja Washingtonskog sporazuma prognano 95.000 Hrvata i 35.000 Muslimana. Nakon potpisivanja sporazuma iselilo se više od 10.000 Hrvata, a vratilo ih se manje od 500.[1]
- Od četničkih granata i snajperskih hitaca u Sarajevu poginulo pet, a ranjeno, teže ili lakše, više od deset osoba.[1]

### 10. studenoga
- Ministar vanjskih poslova Hrvatske dr. Mate Granić razgovarao u Bruxellesu s povjerenikom EU Van den Broekom o ulasku Hrvatske u program PHARE.[1]

### 11. studenoga
- Srpski projektil s Podveležja pogodio mostarsku katedralu, u kojoj se upravo održavao vjeronauk za djecu. Ranjeno sedmero djece, od kojih su dvoje podlegle ranama.[2]

### 12. studenoga
- Vijeće za obranu i nacionalnu sigurnost, koje je zasjedalo pod predsjedanjem dr. Franje Tuđmana, uputilo zahtjev UNPROFOR-u da spriječi korištenje hrvatskog teritorija pod zaštitom UN za gomilanje srpskih jedinica i srpskih paravojnih jedinica iz okupiranih područja RH, te da spriječi njihove napade s teritorija Hrvatske na područje Federacije BiH i međunarodno priznate Republike BiH.[2]
- Čelnici Federacije BiH Alija Izetbegović i Krešimir Zubak uputili pisma predsjedniku Republike Hrvatske dr. Franji Tuđmanu, u kojima traže da poduzme sve potrebne diplomatske, pa i vojne mjere, da se s hrvatskog teritorija spriječe napadi srpskih jedinica na teritorij BiH.[2]
- Ministar vanjskih poslova Republike Hrvatske dr. Mate Granić uputio predsjedatelju Vijeća sigurnosti UN američkoj veleposlanici Madeleine Albright pismo, u kojem traži održavanje hitne sjednice Vijeća sigurnosti, zbog pogoršanja stanja u UNPA-područjima, kao i zbog općeg pogoršanja stanja u BiH, koje zahtijeva hitnu i odlučnu akcije UN i drugih međunarodnih organizacija, jer stanje kod Bihaća postaje iznimno dramatično.[2]
- Odluka američkog predsjednika Clintona o djelomičnoj suspenziji embarga oružja u BiH znači da će američki brodovi u Jadranu propuštati one brodove koji budu prevozili oružje za BiH i o tome neće obavještavati ni svoje saveznike ni UN. U Jadranu se nalazi 19 brodova koji, u sklopu zajedničke operacije NATO-a i WEU-a, nadgledaju poštovanje embarga na isporuku oružja.[2]

### 13. studenoga
- Vijeće sigurnosti UN donijelo konsenzusom Predsjedničku izjavu o stanju oko Bihaća, kojom osuđuje svako nepoštovanje međunarodne granice Hrvatske i BiH, te zahtijeva od svih strana, a posebice od snaga krajiških Srba, potpuno poštovanje te granice.[2]
- Zbog napada s hrvatskih područja pod kontrolom Srba na BiH tražimo promatrače UN na granicu Hrvatske i BiH, izjavio novinarima u New Yorku predstavnik BiH pri UN Muhamed Šaćirbej.[2]
- Potvrđeno je da je na bihaćko bojište kroz koridor prebačeno 7.000 srpskih dobrovoljaca, a među njima i 300 ruskih plaćenika, izjavio novinarima glasnogovornik UNPROFOR-a u Zagrebu.[2]

### 14. studenoga
- Srpsko topništvo napalo ponovno zaštićenu zonu Bihaća, potvrdili izvori UNPROFOR-a u Sarajevu. Promatrač, potpukovnik Tim Spitzer, izvijestio da su srbi preuzeli nadzor nad osamdeset posto teritorija što ga je bosanska vojska oslobodila u posljednjoj ofenzivi.[2]

### 22. studenoga
- Vijeće obrane i nacionalne sigurnosti, na sjednici u Predsjedničkim dvorima u Zagrebu, pozdravilo je akciju NATO-snaga na zračnu luku Udbina, držeći to jasnom potporom međunarodne zajednice suverenitetu Republike Hrvatske i pritiskom na Srbe s okupiranih područja radi postignuća političko rješenja u reintegraciji UNPA u ustavno-pravni poredak Republike Hrvatske.[3]
- Zasad se zna da su u napadu na udbinski aerodrom poginula dva, a ranjena četiri srpska vojnika, a oštećeno je i nekoliko letjelica, izjavio na konferenciji za novinare u zagrebačkom sjedištu zaštitnih snaga glasnogovornik UN Michael Williams.[3]
- Tražimo da NATO štiti Hrvatsku i BiH, izjavio na sjednici Odbora za vanjsku politiku Sabora dr. Mate Granić, koji je tom prigodom Plan Z-4 ocijenio djelomice prihvatljivim a djelomice neprihvatljivim za Hrvatsku.[3]

### 23. studenoga
- Zrakoplovi NATO-a ponovo raketirale srpske položaje, ovaj put u dolini Une blizu Bihaća.[3]
- Prema onom što je objavio Radio Beograd kao priopćenje sa sastanka Milošević-Akashi-Martić, Milošević upozorio Martića da se odupre onima koji bi uvukli u rat krajinu upravo u vrijeme traženja mirnog rješenja u odnosima Zagreba i Knina.[3]

### 24. studenoga
- Zastupnički dom Sabora potvrdio odlučnost Republike Hrvatske da rješenje krize traži miroljubivim putem i suradnjom s međunarodnom zajednicom. Ali, ako se međunarodni napori potvrde nedovoljno djelotvornima, Zastupnički dom naglašava da Hrvatska zadržava pravo samostalnog djelovanja u skladu s vlastitim nacionalnim interesima, stoji u zaključcima sjednice.[3]
- Hrvatska ministar vanjskih poslova dr. Mate Granić uputio predsjedateljici Vijeća sigurnosti Madeleine Albright pismo, u kojem traži odlučnu i hitnu akciju zbog srpskih napada na područja Županje i Slavonskog Broda.[3]
- Mirovne snage UN izrazile zabrinutost zbog protjerivanja ekipe vojnih promatrača iz Brčkog, priopćio glasnogovornik UNPROFOR-a u Zagrebu.[3]
- Hrvatska je suglasna s lokalnom autonomijom 11 krajinskih općina, koju predlaže kontaktna skupina Z-4, ali nikada neće pristati na državu u državi u svojim granicama, izjavio hrvatski ministar vanjskih poslova dr. Mate Granić u intervjuu moskovskom dnevniku Sjegodnja.[3]

### 25. studenoga
- Predsjednik Republike Hrvatske dr. Franjo Tuđman primio supredsjedatelje Upravljačkog odbora Ženevske konferencije, lorda Owena i Thorvalda Stoltenberga, a razgovaralo se o novim naporima u traženju mirnog rješenja krize u Hrvatskoj.[3]
- Snage bosanskih Srba ušle u dio grada Bihaća, izjavio njihov vođa Radovan Karadžić na televiziju bosanskih Srba i naglasio da će Bihać postati zaštićena zona tek kad Srbi u njega uđu i razoružaju Peti korpus armije BiH.[3]
- Više od 10.000 stanovnika koji nisu Srbi izgnano iz sjeverne Bosne u prošla tri mjeseca, zaključuje u svom izvješću Human Right Watch (bivši Helsinki Watch).[3]
- NATO nije izvršio zračni napad nad BiH, kaže se u službenom priopćenju Zapovjedništva NATO-a za južnu Europu u Napulju. Tom izjavom od samo jedne rečenice opovrgnut saveznički izvor u Bruxellesu, koji je ranije objavio kako su zrakoplovi NATO-a izveli zračni napad u BiH.[3]

### 26. studenoga
- Zrakoplovi NATO-a nadlijetali nekoliko puta područja oko Bihaća, no nisu bombardirali nijedan cilj zbog mraka, iako su gađani protuzrakoplovnim raketama, izjavio u Sarajevu podtajnik UNPROFOR-a Kofi Annan i dodao da su se svi sigurno vratili u baze.[3]
- Papa Ivan Pavao II promaknuo za člana kardinalskog zbora biskupa vrhbosanskog Vinka Puljića.[3]

### 27. studenoga
- U Bihaću se vode borbe za središte grada. UNPROFOR potvrđuje silovite pješačke napade Srba, bolnica na udaru srpskog topništva, a neizvjesna sudbina 55.000 izbjeglica.[3]
- UNPROFOR u BiH predložio prekid vatre Vladi BiH i snagama bosanskih Srba, javio Reuter. Vlada BiH prihvatila prijedlog UN za prekid vatre u Bihaću i demilitarizaciju Bihaća.[3]
- Predlažemo radikalno rješenje: mir i potpisivanje konačnog mirovnog sporazuma koji ne predviđa sporazum o teritorijalnim niti o političkim pitanjima, stoji u pismu vođe bosanskih Srba Radovana Karadžića Boutrosu Ghaliju.[3]

### 28. studenoga
- Predsjednik Republike Hrvatske dr. Franjo Tuđman, koji se nalazi u višednevnom posjetu zemljama Latinske Amerike, razgovarao s predsjednikom Republike Čile Eduardom Freiem, nakon čega su predsjednici prisustvovali potpisivanju bilateralnih ugovora o međusobnoj zaštiti, poticanju ulagana i o znanstveno-tehničkoj suradnji.[3]
- Zastupnički dom hrvatskog Sabora usvojio zaključak da o stanju u Bihaću raspravljaju dva saborska odbora iza zatvorenih vrata.[3]
- Stanje u Bihaću i dalje kritično. Oko bolnice, koja je bez struje, vode i plina, okupljaju se očajni izbjeglice tražeći hranu i zaklon. Velika Kladuša u obruču srpskih i Abdićevih snaga, javlja HINA iz Sarajeva.[3]
- Na traženje BiH i Hrvatske na zasjedanju KESS-a o stanju u zapadnoj Bosni.[3]

### 29. studenoga
- U moskovskim diplomatskim kuloarima u veliko se priča o vjerojatnosti da će na sastanku kontaktne skupine 2. prosinca u Bruxellesu ministri vanjskih poslova velikih država donijeti ne samo dopunjeni plan za Bosnu, nego i predložiti paket mjera u kojem će biti prijedlog da se Srbiji i Crnoj Gori ukinu sankcije, ako Beograd prizna državnost BiH i Hrvatske u njenim međunarodno priznatim granicama.[3]
- Ministri obrane SAD i Republike Hrvatske, William Perry i Gojko Šušak potpisali u Pentagonu Memorandum o suradnji u obrambenim i vojnim odnosima , koji je dokaz da SAD u Hrvatskoj vidi uporište za ostvarenje svojih strategijskih interesa u srednjoj i južnoj Europi.[3]

### 30. studenoga
- Redsjednik Republike Hrvatske dr. Franjo Tuđman, koji se nalazi u posjetu zemljama Južne Amerike, razgovarao u Buenos Airesu s predsjednikom Republike Argentine Carlosom Menemom. Oba predsjednika konstatirala da su odnosi Hrvatske i Argentine iznimno dobri, u prvom redu na političkom polju, a mogu se još unaprijediti većom gospodarskom suradnjom i konstatirali da su iseljenici duboka veza dviju država.[3]
- Vladin Ured za prognanike i izbjeglice RH u Zagrebu uputio apel svjetskoj javnosti da se učini sve kako bi se zaustavila velikosrpska agresija na Bihać.[3]